# José Luis Martínez Rodríguez
José Luis Martínez Rodríguez (Atoyac, Jalisco, 19 de gener de 1918 – Ciutat de Mèxic, 20 de març de 2007) va ser un destacat acadèmic, diplomàtic, assagista, historiador, cronista, bibliògraf, editor i humanista mexicà. Va ser director del Fondo de Cultura Económica des del 1977 al 1982.

## Estudis
Va cursar la carrera de filologia hispànica a la Facultat de Filosofia de la Universitat Nacional Autònoma de Mèxic i cursos de filosofia i història de l'art del 1938 al 1943. Es va casar amb Amalia Hernández, fundadora i directora del Ballet Folklòric de Mèxic, amb la qual va tenir el seu primogènit, José Luis Martínez. La seva segona esposa va ser Lydia Baracs, originària d'Hongria, amb la qual va tenir Guadalupe Andrea i Rodrigo.

## Trajectòria acadèmica i distincions
José Luis Martínez fou el màxim exponent de l'humanisme mexicà del segle xx: la seva simpatia pel liberalisme dinovè no lligà amb la seva simpatia per la cultura catòlica. Martínez fou professor de literatura a la Facultat de Filosofia i Lletres de la Universitat Nacional Autònoma de Mèxic (UNAM) i mestre de la Facultat d'Humanitats de la Universitat d'El Salvador el 1951. Juntament amb Alí Chumacero, Leopoldo Zea i Jorge González Durán fundà la revista Tierra Nueva.
El 22 d'abril de 1960, prengué possessió de la càtedra III de l'Acadèmia Mexicana de la Llengua, esdevenint-ne membre numerari. La seva trajectòria el va portar a dirigir la institució durant el període de 1980 a 2002, i finalment, el 2003, n'esdevení director honorari perpetu. Similarment, des de 1990 va ser membre del consell d'administració del Fondo de Cultura Económica, així com dels comitès d'Història i de Literatura. Tres anys més tard, el 1993, esdevingué membre numerari de l'Acadèmia Mexicana de la Història, ocupant-ne la cadira 24. Alhora, fou membre corresponent de l'Academia Peruana de la Lengua i de l'Academia Dominicana de la Lengua.
El 1984 fou declarat doctor honoris causa per la Universitat Nacional Pedro Henríquez Ureña de Santo Domingo, República Dominicana. També el rebé per part de la Universitat Nacional Autònoma de Mèxic i de la Universitat de les Amèriques el 1996 i el 1997 respectivament. Va mantenir amistat amb literats de renom, com per exemple, Octavio Paz o Juan José Arreola, amb qui havia sigut company de classe a primària.
També rebé el 1947 el premi d'Officier d'Academie de la República Francesa, el 1956 la insígnia José María Vigil, el 1967 la distinció de Comanador de l'Orde al Mèrit de la República Italiana, el 1978 el Premi Elias Sourasky, el Premi Nacional de Ciències i Arts a l'àrea de Literatura i Lingüística i el Premi Internacional Alfonso Reyes el 1982. Rebé la medalla Ramón López Velarde del govern de Zacatecas el 1988, la Medalla d'Honor de la Universitat Internacional Menéndez Pelayo de Santander el 1993, la Creu de l'Orde d'Alfons X el 1998 i la presa Miguel Othón de Mendizábal (medalla d'or) de l'INAH, per la contribució a la conservació, protecció i difusió del patrimoni cultural mexicà, el 30 de novembre de 2000.
També fou un amant dels llibres i la seva fou, potser, la biblioteca privada més important del país. Actualment, el seu patrimoni es troba a la Biblioteca de Mèxic, a la Ciutadella.

## Càrrecs exercits
- Secretari particular del titular de la Secretaria d'Educació Pública (1943-1946).
- Diputat federal pel vuitè districte de Jalisco (1958-1961).
- Ambaixador de Mèxic davant la Unesco a París, França (1963-1964).
- Director general de l'Institut Nacional de Belles Arts (1965-1970).
- Ambaixador de Mèxic al Perú.
- Ambaixador de Mèxic a Grècia (1971-1974).
- Gerent General dels Talleres Gráficos de la Nación (1975-1976).
- Conseller de la Fundació Cultural Televisa (1975-1998).
- Director del Fondo de Cultura Económica (1977-1982).
- President dels Comitès Organitzadors de les celebracions dels centenaris de Ramón López Velarde (1988) i Alfonso Reyes Ochoa (1989).
- Creador emèrit del Sistema Nacional de Creadores de Arte (1994).
- Assessor del Secretari d'Educació Pública (1993-1994).

## Obres
- Elegía por Melibea y otros poemas
- El concepto de la muerte en la poesía española del siglo XV
- La técnica en literatura. Introducción
- Las letras patrias, de la época de la Independencia a nuestros días
- La emancipación literaria de México
- La expresión nacional: letras mexicanas del siglo XIX
- Problemas literarios
- La literatura moderna de México
- La obra de Agustín Yáñez
- La Luna
- Unidad y diversidad de la literatura latinoamericana
- Nezahualcóyotl: vida y obra
- Bernardino de Sahagún
- El mundo antiguo
- México en busca de su expresión literaria: 1810-1910
- Gerónimo de Mendieta
- Una muestra de la elaboración de la “Historia verdadera” de Bernal Díaz del Castillo
- El “Códice Florentino” y la “Historia General” de Sahagún
- Pasajeros de Indias, Viajes transatlánticos en el siglo XVI
- Origen y desarrollo del libro en Hispanoamérica
- Motecuhzoma y Cuauhtémoc, Los últimos emperadores aztecas
- Introducción a Grecia
- Hernán Cortés, Hernán Cortés (versión abreviada)
- Documentos cortesianos
- El mundo privado de los emigrantes de Indias
- Cruzar el Atlántico
- Guía para la navegación de Alfonso Reyes
- El trato con escritores y otros estudios
- La literatura mexicana del siglo XX
- Recuerdo de Lupita (Autobiográfico)
- José Rubén Romero, Vida y Obras
- Bibliofilia. (Autobiográfico)